# Fernando Herrera Mamani
Fernando Mario Herrera Mamani (Ilo, 31 de julio de 1966-Lima, 25 de octubre de 2021) fue un profesor, maestro y político peruano. Fue congresista de la república en representación de Tacna por el partido Perú Libre desde el 27 de julio de 2021 hasta su fallecimiento, el 25 de octubre del mismo año.

## Biografía
Nació en Ilo el 31 de julio de 1966. Ingresó al Instituto Superior Pedagógico Mercedes Cabello de Carbonera, donde se formó como profesor de Lengua y Literatura. Estuvo casado con Martha Madueño con la que tuvo tres hijas.
Trabajó como docente de Lengua y Literatura en Tacna de 2011 a 2020, y como profesor de Razonamiento Verbal en la Institución Educativa Parroquial Corazón de María en 2020.

### Congresista
En las elecciones generales de 2021, fue elegido congresista de la república por Perú Libre, con 6105 votos, para el periodo parlamentario 2021-2026.

## Fallecimiento
Falleció el 25 de octubre del 2021 en su domicilio de La Victoria a causa de un paro cardiorespiratorio, a los 55 años, mientras se solicitaba desde la sede del Congreso de la República el voto de confianza al gabinete ministerial presidido por Mirtha Vásquez, debate que fue suspendido. Debido a su deceso, su cargo es ocupado por Nieves Limachi, quien es su accesitaria.